# كوين هاريسون
كوين هاريسون (بالإنجليزية: Queen Harrison)‏ هي واثبة حواجز ‏ أمريكية، ولدت في 10 سبتمبر 1988 في Loch Sheldrake, New York ‏ في الولايات المتحدة.

## وصلات خارجية
- كوين هاريسون على موقع الاتحاد الدولي لألعاب القوى (الإنجليزية)
- كوين هاريسون على موقع الاتحاد الأمريكي لسباقات المضمار والميدان (الإنجليزية)
- كوين هاريسون على موقع الدوري الماسي (الإنجليزية)
- كوين هاريسون على موقع أوليمبيديا (الإنجليزية)
- كوين هاريسون على موقع اللجنة الأولمبية والبارالمبية الأمريكية (الإنجليزية)